# Maraton
Maraton je najdaljša tekaška atletska disciplina. Proga za maratonski tek je navadno dolga 42,195 km (26 milj in 385 jardov). Maraton se šteje za najtežjo atletsko disciplino in eno najtežjih športnih disciplin nasploh.
Maraton je bil ena izmed disciplin prvih olimpijskih iger moderne dobe leta 1896, toda razdaljo so določili šele leta 1921. Vsako leto je po svetu več kot 500 maratonskih tekem. Največji na svetu je New York City Marathon, 4. novembra leta 2018 je bilo na startu kar 53.121 tekačev, v cilj jih je prišlo 52.812.
Za primerjavo, največja udeležba na največjem slovenskem maratonu, ljubljanskem je bila leta 2015 in sicer skupaj 2.159 tekačic in tekačev (1739 moških in 420 žensk).

## Zgodovina maratona
Ime "maraton" izhaja iz grške legende o grškem vojaku Filipidu, ki je pretekel pot od Maratona do Aten, da bi sporočil zmago grške vojske nad Perzijci. Po tej zgodovinski, a nepotrjeni zgodbi je Filipid ob prihodu v Atene zaradi napora umrl.

## Svetovni rekordi
Svetovni rekorder v maratonu je bil Kenijec Eliud Kipchoge, ki je 16. septembra 2018 v Berlinu pretekel progo v 2 urah, 1 minuti, 39 sekundah. Leta 2022, 25. septembra, spet v Berlinu pa je izboljšal rezultat še za 30 sekund, sedaj je rekord 2 uri, minuta in devet sekund.
Pri ženskah pa je rekorderka Brigid Kosgei (Kenija), ki je 13. oktobra 2019 v Chicagu progo pretekla v 2 urah, 14 minutah in 4 sekundah.

## Nepriznani svetovni rekord
Na Dunaju je 12. oktobra 2019 potekala tekaška prireditev INEOS 1:59 Challenge, na kateri je Eliud Kipchoge dosegel čas pod dvema urama, natančno 1:59:40.2. Vendar se zaradi posebnih okoliščin prireditve, rekord uradno ni priznal. Pred tem je Eliud Kipchoge na posebnem tekaškem dogodku Breaking2 maja 2017 v Italiji tekel čas 2:00:25.

## Slovenski rekordi
Slovenski rekorder je še vedno Roman Kejžar, 26. marca leta 2000 je v Torinu dosegel rezultat dve uri, 11 minut in 50 sekund. Ženska rekorderka pa je Helena Javornik, ki je 17. oktobra 2004 v Amsterdamu maratonsko progo pretekla v dveh urah, 27 minutah in 33 sekundah.
Oba navedena si lastita tudi najboljša časa v polmaratonu.

## Najboljših deset vseh časov
Po statistiki mednarodne atletske zveze IAAF so navedeni atleti in atletinje najhitrejši maratonci na svetu.
| Čas                      | Atlet              | Država   | Datum              | Kraj      |
| ------------------------ | ------------------ | -------- | ------------------ | --------- |
| 2 uri 1 minuta 9 sekund  | Eliud Kipchoge     | Kenija   | 25. september 2022 | Berlin    |
| 2 uri 3 minute 13 skund  | Dennis Kimetto     | Kenija   | 28. september 2014 | Berlin    |
| 2 uri 3 minute 23 sekund | Wilson Kipsang     | Kenija   | 30. september 2013 | Berlin    |
| 2 uri 3 minute 38 sekund | Patrick Makau      | Kenija   | 25. september 2011 | Berlin    |
| 2 uri 3 minute 42 sekund | Wilson Kipsang     | Kenija   | 30. oktober 2011   | Frankfurt |
| 2 uri 3 minute 59 sekund | Haile Gebrselassie | Etiopija | 28. september 2008 | Berlin    |
| 2 uri 4 minute 23 sekund | Ayele Abshero      | Etiopija | 27. januar 2012    | Dubaj     |
| 2 uri 4 minute 27 sekund | Duncan Kibet       | Kenija   | 5. april 2009      | Rotterdam |
| 2 uri 4 minute 27 sekund | James Kwambai      | Kenija   | 5. april 2009      | Rotterdam |
| 2 uri 4 minute 40 sekund | Emmanuel Mutai     | Kenija   | 17. april 2011     | London    |
| 2 uri 4 minute 50 sekund | Dino Sefir Kemal   | Etiopija | 27. januar 2012    | Dubaj     |

| Čas                      | Atletinja         | Država              | Datum              | Kraj    |
| ------------------------ | ----------------- | ------------------- | ------------------ | ------- |
| 2 uri 14 minut 4 sekund  | Brigid Kosgei     | Kenija              | 13. oktober 2019   | Chicago |
| 2 uri 15 minut 25 sekund | Paula Radcliffe   | Združeno kraljestvo | 13. april 2003     | London  |
| 2 uri 18 minut 20 sekund | Liliya Shobukhova | Rusija              | 9. oktober 2011    | Chicago |
| 2 uri 18 minut 47 sekund | Catherine Ndereba | Kenija              | 7. oktober 2001    | Chicago |
| 2 uri 19 minut 12 sekund | Mizuki Noguchi    | Japonska            | 25. september 2005 | Berlin  |
| 2 uri 19 minut 19 sekund | Mary Keitany      | Kenija              | 17. april 2011     | London  |
| 2 uri 19 minut 19 sekund | Irina Mikitenko   | Nemčija             | 28. september 2008 | Berlin  |
| 2 uri 19 minut 31 sekund | Aselefech Mergia  | Etiopija            | 27. januar 2012    | Dubaj   |
| 2 uri 19 minut 34 sekund | Lucy Kabuu        | Kenija              | 27. januar 2012    | Dubaj   |
| 2 uri 19 minut 36 sekund | Deena Kastor      | ZDA                 | 23. april 2006     | London  |

## Razdalje
| Leto | Razdalja (km) | Razdalja (milje) |
| ---- | ------------- | ---------------- |
| 1896 | 40            | 24,85            |
| 1900 | 40,26         | 25,02            |
| 1904 | 40            | 24,85            |
| 1906 | 41,86         | 26,01            |
| 1908 | 42,195        | 26,22            |
| 1912 | 40,2          | 24,98            |
| 1920 | 42,75         | 26,56            |
| 1924 | 42,195        | 26,22            |

Dolžina maratona na začetku ni bila natančno določena, čeprav je pomembno omeniti, da so atleti vedno tekmovali na enako dolgih razdaljah. Razdalje na nekaj prvih olimpijskih igrah so bile okrog 40 kilometrov in so se spreminjale. Dolžina proge je bila namreč odvisna do mesta, ki je igre organiziralo. 
Poenotena dolžina 42,195 km je obveljala prvič leta 1924 in od takrat dalje se ne spreminja več.